# San Cristóbal de Entreviñas
San Cristóbal de Entreviñas is een gemeente in de Spaanse provincie Zamora in de regio Castilië en León met een oppervlakte van 42,53 km². San Cristóbal de Entreviñas telt 1.454 inwoners (1 januari 2016).